# Youssouf Touré
Youssouf Touré (sinh ngày 14 tháng 3 năm 1986 ở Saint-Denis, Seine-Saint-Denis) là một cầu thủ bóng đá người Pháp từng thi đấu cho Becamex Bình Dương.

### Cá nhân
- Vua phá lưới:
  - Mekong Club Championship: 2017